# 下川町
下川町（しもかわちょう）は、北海道上川地方の天塩国上川郡にある町。北見山地と天塩山地に囲まれた名寄盆地に位置する。北海道内では道北に位置付けられる。

## 概説
かつては農林業および鉱業（銅などを産出した下川鉱山、金や銀が採れた珊瑠鉱山）で繁栄し、人口はピーク時の1960年（昭和35年）には15,555人に達した。鉱山の閉鎖など産業構造の変化とともに過疎化が進んで人口が減少し、現在の人口はピーク時の5分の1を下回っている。
2000年代に入って「持続可能な地域社会の実現」を掲げて、バイオマスを含む森林資源の活用とそれによるエネルギー自給率の向上、集住によるコンパクトタウン化などに取り組んだ。2017年には、国際連合が提唱した持続可能な開発目標（SDGs）に基づく「ジャパンSDGsアワード」第1回で総理大臣賞を受賞した。
スキージャンプが有名で、郊外にはミディアムヒル（K点65m）、スモールヒル（K点40m、26m）、ミニヒル（K点8m）と4つのジャンプ台がある。出身者や北海道下川商業高等学校の卒業生からは、スキージャンプやノルディック複合競技において、ワールドカップ大会やオリンピックの日本代表選手が選抜されている。
近年は移住促進も盛んで、下川町内の移住者起業も増えている。主な移住サポートはtanoshimo（タノシモ）というサイトから発信されている。
移住を伴う起業サポートとして、起業型地域おこし協力隊「シモカワベアーズ」も設立された。

### 町名の由来
当地で名寄川に「パンケヌカナン（panke-nukanan）」（下流の・ヌカナン川）、「ペンケヌカナン（penke-nukanan）」（上流の・ヌカナン川）の2本の支流が流れ込んでおり、このうち前者を「下の川」と意訳し「下川」としたとされている。
なお「ヌカナン」の意味は現在では分からなくなっている。

### キャッチフレーズ
おいでよ 森林（もり）と人が輝く町 しもかわ

## 地理
北海道北部を流れる天塩川の支流名寄川の上流部、名寄盆地の東縁にある。北見山地の斜面が大部分を占める。
- 山：ピヤシリ山（989m）、札滑岳（993m）、ウエンシリ岳（1142m）、幾山岳（1030m）、柵留山（852m）、砥割山（798m）、糸魚岳（アイヌ語名イトイヌプリ、914m）、奴可難山（777m）、三角山（346m）、矢文山（アイヌ語名シプンオトチシ、422m）、前田山（560m）、札天山（596m）、蕗の山（718m）、班毛山（722m）
- 河川：天塩川支流名寄川、名寄川支流下川パンケ川（20.5km）、サンル川（33.2km）、下川ペンケ川（16.0km）、モサンル川（14.0km）、シカリベツ川（14.5km）

### 隣接している自治体
- 上川総合振興局管内
  - 名寄市
  - 士別市
- オホーツク総合振興局管内
  - 紋別郡：雄武町、西興部村、滝上町

### 気候
真夏には30℃、真冬には-30℃に達し寒暖の差が大きく、四季の変化に富む。
下川のアメダスは1977年10月に統計を開始した。最高気温の極値は37.3℃（2021年7月28日）で、猛暑日はこれまでに5回観測されている。最低気温の極値は-36.1℃（1978年2月17日）。平年値で冬日の年間日数は181.9日、真冬日86.2日。夏日47.1日、真夏日5.1日、猛暑日0日、熱帯夜0日。熱帯夜は最低気温25.0℃（2010年8月6日、1994年8月7日）を2回観測した。
降水量は7月から10月にかけて多く、10月から1月にかけて雪または雨の降る日が多い。平年値で年間降雪量820cm、年間の最深積雪は116cm（1983年10月統計開始）。最深積雪の極値は175cm（2013年3月12日）。日照時間は11月から1月にかけて少なくなっている（1987年6月統計開始）。最大風速の極値は16.0m/s（風向：南西、2010年3月21日）、最大瞬間風速の極値は25.9m/s（風向：南西、2010年3月21日、2009年9月統計開始）
| 下川（1991年 - 2020年）の気候      | 下川（1991年 - 2020年）の気候 | 下川（1991年 - 2020年）の気候 | 下川（1991年 - 2020年）の気候 | 下川（1991年 - 2020年）の気候 | 下川（1991年 - 2020年）の気候 | 下川（1991年 - 2020年）の気候 | 下川（1991年 - 2020年）の気候 | 下川（1991年 - 2020年）の気候 | 下川（1991年 - 2020年）の気候 | 下川（1991年 - 2020年）の気候 | 下川（1991年 - 2020年）の気候 | 下川（1991年 - 2020年）の気候 | 下川（1991年 - 2020年）の気候 |
| 月                                 | 1月                           | 2月                           | 3月                           | 4月                           | 5月                           | 6月                           | 7月                           | 8月                           | 9月                           | 10月                          | 11月                          | 12月                          | 年                            |
| ---------------------------------- | ----------------------------- | ----------------------------- | ----------------------------- | ----------------------------- | ----------------------------- | ----------------------------- | ----------------------------- | ----------------------------- | ----------------------------- | ----------------------------- | ----------------------------- | ----------------------------- | ----------------------------- |
| 最高気温記録 °C （°F）             | 6.4 (43.5)                    | 13.6 (56.5)                   | 15.1 (59.2)                   | 26.6 (79.9)                   | 31.9 (89.4)                   | 34.0 (93.2)                   | 37.3 (99.1)                   | 36.2 (97.2)                   | 31.5 (88.7)                   | 26.7 (80.1)                   | 19.8 (67.6)                   | 12.4 (54.3)                   | 37.3 (99.1)                   |
| 平均最高気温 °C （°F）             | −3.9 (25)                     | −2.7 (27.1)                   | 1.7 (35.1)                    | 9.3 (48.7)                    | 17.1 (62.8)                   | 21.3 (70.3)                   | 24.7 (76.5)                   | 25.0 (77)                     | 21.0 (69.8)                   | 13.9 (57)                     | 5.2 (41.4)                    | −1.7 (28.9)                   | 10.9 (51.6)                   |
| 日平均気温 °C （°F）               | −8.8 (16.2)                   | −8.2 (17.2)                   | −3.3 (26.1)                   | 3.6 (38.5)                    | 10.2 (50.4)                   | 14.8 (58.6)                   | 18.8 (65.8)                   | 19.4 (66.9)                   | 14.7 (58.5)                   | 7.9 (46.2)                    | 1.3 (34.3)                    | −5.4 (22.3)                   | 5.4 (41.7)                    |
| 平均最低気温 °C （°F）             | −15.7 (3.7)                   | −15.8 (3.6)                   | −9.8 (14.4)                   | −2.4 (27.7)                   | 3.3 (37.9)                    | 8.8 (47.8)                    | 13.8 (56.8)                   | 14.7 (58.5)                   | 9.1 (48.4)                    | 2.4 (36.3)                    | −2.7 (27.1)                   | −10.7 (12.7)                  | −0.4 (31.3)                   |
| 最低気温記録 °C （°F）             | −35.1 (−31.2)                 | −36.1 (−33)                   | −32.3 (−26.1)                 | −15.8 (3.6)                   | −6.0 (21.2)                   | −2.1 (28.2)                   | 1.5 (34.7)                    | 2.7 (36.9)                    | −1.0 (30.2)                   | −7.5 (18.5)                   | −20.9 (−5.6)                  | −31.7 (−25.1)                 | −36.1 (−33)                   |
| 降水量 mm （inch）                 | 36.8 (1.449)                  | 28.2 (1.11)                   | 37.3 (1.469)                  | 42.8 (1.685)                  | 62.9 (2.476)                  | 64.1 (2.524)                  | 126.8 (4.992)                 | 143.6 (5.654)                 | 147.0 (5.787)                 | 118.8 (4.677)                 | 95.8 (3.772)                  | 60.7 (2.39)                   | 964.8 (37.984)                |
| 降雪量 cm （inch）                 | 184 (72.4)                    | 150 (59.1)                    | 139 (54.7)                    | 40 (15.7)                     | 0 (0)                         | 0 (0)                         | 0 (0)                         | 0 (0)                         | 0 (0)                         | 3 (1.2)                       | 82 (32.3)                     | 204 (80.3)                    | 820 (322.8)                   |
| 平均降水日数 （≥1.0 mm）           | 14.3                          | 11.8                          | 12.9                          | 10.8                          | 10.9                          | 9.8                           | 12.3                          | 12.1                          | 14.8                          | 16.4                          | 18.7                          | 18.8                          | 163.6                         |
| 平均月間日照時間                   | 64.9                          | 88.7                          | 124.4                         | 151.3                         | 181.9                         | 161.4                         | 157.4                         | 148.2                         | 150.2                         | 119.2                         | 55.5                          | 41.7                          | 1,443.6                       |
| 出典1：Japan Meteorological Agency |                               |                               |                               |                               |                               |                               |                               |                               |                               |                               |                               |                               |                               |
| 出典2：気象庁                      |                               |                               |                               |                               |                               |                               |                               |                               |                               |                               |                               |                               |                               |

## 歴史
町名は、アイヌ語の「パンケ・ヌカナン」（川下の・ヌカナン川）に由来する。町内に存在する最も古い遺跡は最終氷期の終期頃のものと推定されている。
- 1859年（安政4年）- 松浦武四郎が箱舘奉行に命ぜられ天塩川流域を踏査し、名寄川およびサンル川まで至り、後に『天塩日誌』を著す。
- 1872年（明治5年） - 開拓使宗谷支庁中主典の佐藤正克が名寄川を拠点に翌年まで越冬調査を行い、後に『闢幽日記』を著す。
- 1888年（明治21年） - 名寄川沿原野（名寄原野）に殖民区画が設定される。
- 1897年（明治30年）6月 - 増毛支庁管内の天塩国上川郡に剣淵、士別、多寄、上名寄の各村が置村され、天塩国上川郡戸長役場管轄となる。現在の下川町の範囲は上名寄村に属す。
- 1899年（明治32年）5月1日 - 天塩国上川郡を上川支庁に編入し、剣淵村他3ヶ村（士別、多寄、上名寄）戸長役場を設置する。
- 1901年（明治34年） - 岐阜県郡上郡高鷲村および北濃村（いずれも現郡上市）から25戸の開拓団が名寄原野16線 - 19線に集団移住する（開拓元年）。
- 1902年（明治35年）4月1日 - 剣淵村他3ヶ村戸長役場より分離し、上名寄村他2ヶ村（多寄、下名寄）戸長役場を設置する。
- 1903年（明治36年） - 水稲が試作される。パンケヌカナン駅逓、シカリベツ駅逓が開設される。
- 1904年（明治37年）6月15日 - 上名寄簡易教育所（のちの上名寄小学校、2002年休校、2003年廃校）が設置される。
- 1905年（明治38年）2月26日 - パンケヌカナン駅逓を下川駅逓に、シカリベツ駅逓を一の橋駅逓にそれぞれ改称する（下川の最初の呼称）。五味温泉の発見。
- 1906年（明治39年）12月25日 - 下川簡易教育所（後の下川小学校）が設置される。
- 1907年（明治40年）4月 - 下名寄他1ヶ村（中川）戸長役場を割き、上名寄他1ヶ村（多寄）戸長役場を設置する。
- 1909年（明治42年）4月1日 - 多寄村が離れ、二級町村制が施行され上名寄村となる。
- 1915年（大正4年）11月1日 - 一級町村制が施行され、上名寄村が名寄町となる。
- 1919年（大正8年）10月20日 - 名寄線として名寄 - 下川間の鉄道が開通する。
- 1920年（大正9年）10月25日 - 名寄線下川 - 上興部間の鉄道が開通し、町内を全通する。
- 1924年（大正13年）1月1日 - 名寄町から名寄原野11線以東が分村し、二級町村制が施行され上川郡下川村となる。
- 1926年（大正15年）12月 - 珊瑠鉱山が三井鉱山株式会社による操業を開始する。
- 1941年（昭和16年） - 下川鉱山が三菱鉱業株式会社による操業を開始する。
- 1947年（昭和22年）5月12日 - 下川中学校が開校する。
- 1948年（昭和23年）11月30日 - 名寄農業高等学校下川分校（後の北海道下川商業高等学校）が開校する。
- 1949年（昭和24年）12月1日 - 町制施行、下川町となる。
- 1956年（昭和31年）5月7日 - 一の橋市街大火が発生する。
- 1957年（昭和32年）5月9日 - 下川市街大火が発生する。
- 1981年（昭和56年） - 「ミニ万里の長城」の建造計画。
- 1983年（昭和58年）3月 - 下川鉱山が休山する。
- 1986年（昭和61年）4月 - 珊瑠鉱山が休山する。
- 1989年（平成元年）5月1日 - 名寄本線が廃止され、名士バス等による代替路線となる。
- 2000年（平成12年）10月1日 - 開拓100年記念式典が挙行される。
- 2006年（平成18年）10月8日 - 下川小学校開校100周年記念式典が挙行される。
- 2008年（平成20年）  7月 - 同町が環境モデル都市に選定される。
- 2011年（平成23年）- 同町が環境未来都市に選定される。
- 2017年（平成29年）第１回ジャパンSDGsアワード」本部長（内閣総理大臣）賞。
- 2018年（平成30年）SDGs未来都市に選定。

## 行政
特別豪雪地帯、過疎地域、振興山村、山間農業地域に指定されている。2008年（平成20年）には環境モデル都市に、2011年（平成23年）には環境未来都市に選定された。

### 歴代首長

#### 下川村
- 初代 三浦留五郎（以降九代村長まで官選、1924年1月 - 1929年6月）
- 二代 千田貞二（1929年6月 - 1930年9月）
- 三代 倉本壬生造（1930年9月 - 1932年2月）
- 四代 寺田秀一（1932年2月 - 1932年7月）
- 五代 中江庄三郎（1932年7月 - 1933年4月）
- 六代 佐藤敬之助（1933年4月 - 1934年9月）
- 七代 木造右衛（1934年9月 - 1938年8月）
- 八代 森岡幸作（1938年8月 - 1944年5月）
- 九代 宮地誠次（1944年5月 - 1946年11月）
- 職務代行者 新岡剛（1946年11月 - 1947年4月）
- 十代 末武次郎吉（以降公選、1947年4月 - 1949年11月）

#### 下川町
- 初代 末武次郎吉（1949年12月 - 1951年4月）
- 二 - 四代 宮地誠次（1951年4月 - 1963年4月）
- 五代 村上貞次郎（1963年4月 - 1967年7月）
- 六 - 九代 川原満（1967年4月 - 1983年4月）
- 十 - 十三代 原田四郎（1983年4月 - 1999年4月）
- 十四 - 十七代 安斎保（1999年4月 - 2015年4月）
- 十八 - 十九代 谷一之（2015年5月 - 2023年4月）
- 二十代 田村泰司（2023年5月 - 現任）

## 経済

### 産業

#### 農業
酪農が盛んである。稲作の北限地帯に近く、かつての水田は減反政策により大部分が転作された。主な農産物は、地元で加工されるジュース用や高糖度栽培のトマト、絹さやえんどう等の野菜、小麦、ソバ、もち米などである。

#### 林業
町の面積の約9割を森林が占め、その8割以上を国有林が占める。木材の搬送は、開拓当初は流送に頼ったが、鉄道の開通で輸送効率が改善され、関東大震災の復興材需要の急増で繁栄した。その後、1954年（昭和29年）の洞爺丸台風では約280万石の風倒木被害が発生し、その処理による特需があったが、森林資源の減少、輸入材の台頭などで徐々に衰退している。一方、町では1953年（昭和28年）より本格的な町有林経営を開始し、2003年（平成15年）には4,300haを超える町有林を有し、法正林思想に基づき年間50ha程度ずつを伐採・栽植する「循環型林業経営」に取り組んでいる。また、町内の民有林や国有林を含めて森林認証を取得し、森林の適正管理を推進している。

#### 鉱業
金・銀を産出した珊瑠鉱山と、銅・亜鉛を産出した下川鉱山は、いずれも現在は休山し、事実上廃鉱となっている。これらの他にマンガン、砂チタン、亜炭等の鉱床が確認されている。

#### 工業
- スズキ株式会社下川コース（1997年開設）
- マトラスターテクノクラシー株式会社下川工場 - 光学用ガラス、精密機器用ガラス部品の加工、製造を行なう。
- 下川製箸株式会社
- エコマネジメント株式会社（旧下川鉱業株式会社）
- 下川町手延製麺組合 - 1970年（昭和45年）に兵庫県より手延べ麺技術が導入され、うどん、ひやむぎ、素麺、蕎麦が作られる。
- 三津橋農産株式会社
- 山本組木材株式会社
- 協同組合ウッディしもかわ
- 下川フォレストファミリー株式会社

#### 商業
- 主に国道沿いや旧駅前通沿いに商店が立ち並ぶ。

### 農協
- 北はるか農業協同組合（JA北はるか）下川支所

### 金融機関
- 北星信用金庫下川支店

### 郵便局
- 下川郵便局（集配局）
- 一ノ橋郵便局
- 上名寄郵便局

### 宅配便
- ヤマト運輸：道北主管支店名寄北センター（名寄市）
- 佐川急便：名寄営業所（名寄市）

## 公共機関

### 警察
- 名寄警察署下川駐在所

### 消防
- 上川北部消防事務組合下川消防署

## 姉妹都市・提携都市

### 国内
- 旧姉妹都市
  - 岐阜県高鷲村（現・岐阜県郡上市高鷲町、合併により解消）
- 友好交流協定
  - 京都府京丹波町

### 海外
- 友好都市
  -  ケノーラ（カナダ・オンタリオ州）
    - 2001年（平成13年）2月16日提携

## 公共施設

### 国
- 農林水産省北海道森林管理局上川北部森林管理署
- 国土交通省北海道開発局旭川開発建設部名寄河川事務所サンルダム管理支所

### 町
- 公民館
- 町民会館  - 図書室、児童室を併設
- 桜ヶ丘公園
  - 万里長城
  - 土間運動場「桜ヶ丘アリーナ」
  - 山村広場
  - 野球場
  - ふるさと交流館 - 毛綱毅曠設計
  - 万里長城パークゴルフ場

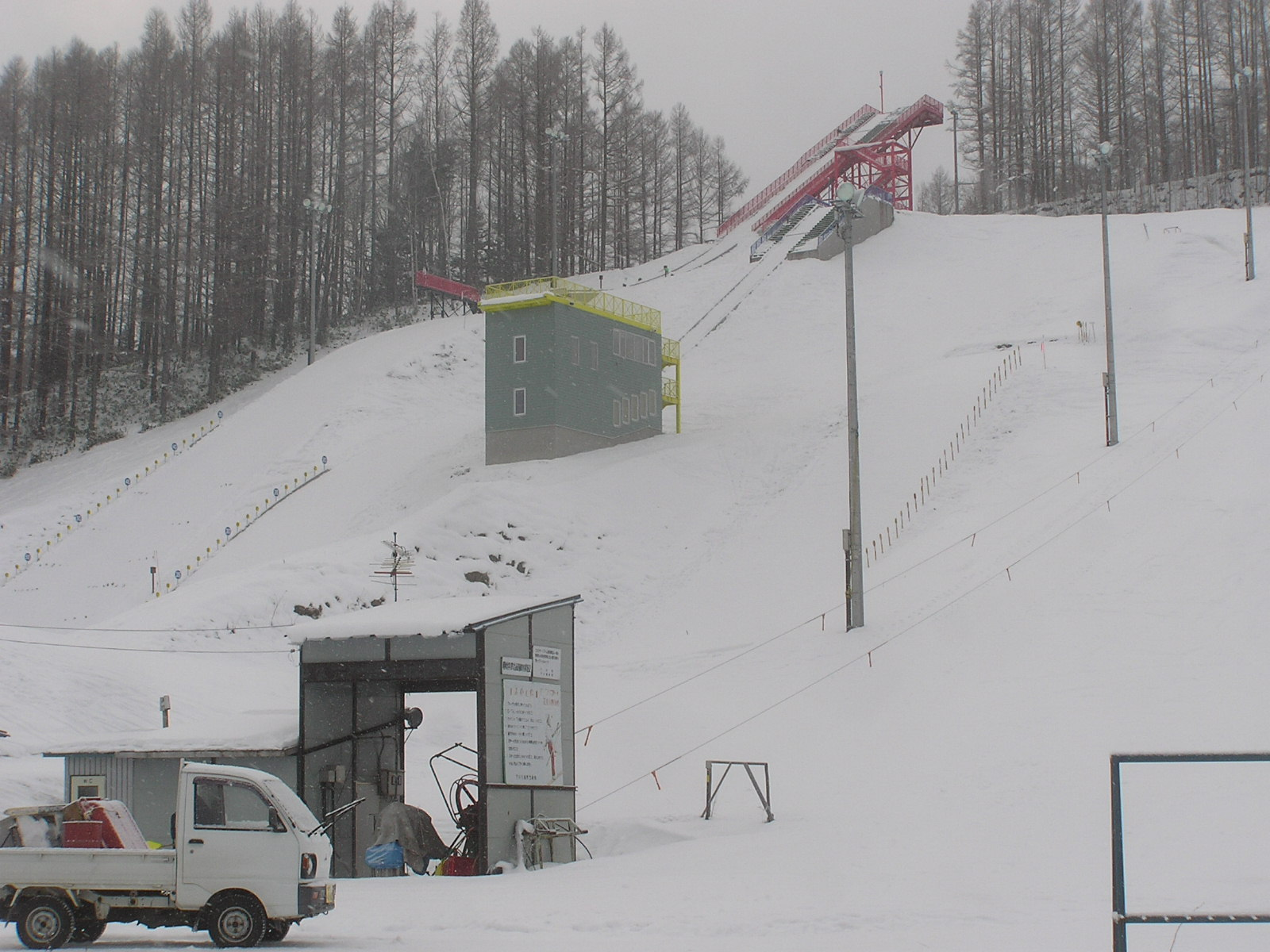
下川町スキー場に隣接するジャンプ台 幾多の名選手を輩出した

  - センターハウス「ガーデニング・フォレスト フレペ」
- 総合福祉センター「ハピネス」
- 町民スポーツセンター（第1ホール、第2ホール、柔道場、弓道場）
- B&G海洋センター（プール）
- 町民総合グランド
- スキー場（ロッジ、シャンツェ、スキーハウス）
- 多目的宿泊交流施設「アイキャンハウス」
- 幼児センター「こどものもり」
- バスターミナル合同センター - 旧下川駅跡地
- 地域間交流施設「森のなか ヨックル」
- 下川町環境共生型モデル住宅「エコハウス美桑」
- 下川町共生型住まいの場「ぬく森」
- 木質原料製造施設
- 農村活性化センター「おうる」 - 旧上名寄小学校
- 郷土資料展示保存施設「札天山収蔵館」 - 旧一の橋小学校
- 下川営林署旧庁舎「恵林館」
- まちおこしセンター「コモレビ」

### 医療施設
- 町立下川病院
- 名寄市立総合病院（名寄市、道北第3次医療圏地方センター病院）

## 地域

### 人口
| |                                        |  |
| 下川町と全国の年齢別人口分布（2005年） | 下川町の年齢・男女別人口分布（2005年） |  |
| ■紫色 ― 下川町 ■緑色 ― 日本全国 | ■青色 ― 男性 ■赤色 ― 女性              |  |
| 下川町（に相当する地域）の人口の推移 \| 1970年（昭和45年） \| 11,568人 \| \| \| 1975年（昭和50年） \| 9,275人 \| \| \| 1980年（昭和55年） \| 7,173人 \| \| \| 1985年（昭和60年） \| 5,730人 \| \| \| 1990年（平成2年） \| 5,065人 \| \| \| 1995年（平成7年） \| 4,747人 \| \| \| 2000年（平成12年） \| 4,413人 \| \| \| 2005年（平成17年） \| 4,146人 \| \| \| 2010年（平成22年） \| 3,775人 \| \| \| 2015年（平成27年） \| 3,547人 \| \| \| 2020年（令和2年） \| 3,126人 \| \| |                                        |  |
| 総務省統計局 国勢調査より |                                        |  |
| 1970年（昭和45年） | 11,568人                               |  |
| 1975年（昭和50年） | 9,275人                                |  |
| 1980年（昭和55年） | 7,173人                                |  |
| 1985年（昭和60年） | 5,730人                                |  |
| 1990年（平成2年） | 5,065人                                |  |
| 1995年（平成7年） | 4,747人                                |  |
| 2000年（平成12年） | 4,413人                                |  |
| 2005年（平成17年） | 4,146人                                |  |
| 2010年（平成22年） | 3,775人                                |  |
| 2015年（平成27年） | 3,547人                                |  |
| 2020年（令和2年） | 3,126人                                |  |

### 消滅集落
2015年国勢調査によれば、以下の集落は調査時点で人口0人の消滅集落となっている。
- 下川町 - 珊瑠

### 教育

#### 高等学校
- 北海道下川商業高等学校

#### 中学校
- 下川町立下川中学校

#### 小学校
- 下川町立下川小学校

## 交通

### 空港
- 旭川空港 （東神楽町）- 最寄りの空港
- 紋別空港 （紋別市）

### 鉄道
町内を通る鉄道路線は存在しない。現在の最寄りの駅は宗谷本線名寄駅である。

#### かつて存在した鉄道路線
北海道旅客鉄道（JR北海道）
- 名寄本線（1989年5月1日廃止）：上名寄駅 - 矢文駅 - 岐阜橋駅 - 下川駅 - 二ノ橋駅 - 幸成駅 - 一ノ橋駅

### バス
- 名士バス
  - 興部線（名寄本線代替バス）：（名寄）市立病院前 - 名寄駅前 - 南丘団地前 - 下川バスターミナル - 西興部 - 興部
  - 下川線：市立病院前 - 名寄駅前 - 東病院前 - 下川バスターミナル
- 下川町コミュニティバス

### 道路
- 一般国道
  - 国道239号
- 都道府県道
  - 北海道道60号下川雄武線
  - 北海道道101号下川愛別線
  - 北海道道206号下川風連線
  - 北海道道330号下川停車場線
  - 北海道道354号ペンケ下川停車場線
  - 北海道道758号パンケ風連線

## 名所・旧跡・観光スポット・祭事・催事

### 文化財
- 毘沙門天立像 - 下川町指定有形文化財第1号（1959年指定）、大福寺。平安時代初期の作とされ、1956年（昭和31年）に岡山県倉敷市勝福寺より勧請する。2012年8月大福寺廃寺により指定解除。
- 上名寄郷土芸能 - 下川町指定無形文化財第1号（1964年指定）、上名寄郷土芸能保存会。麦や節、郡上節、小大尽を保存する。
- はるにれ - 下川町指定天然記念物第1号（1964年指定）、下川小学校校庭。北海道100年記念名木、北海道自然保護条例に基づく下川小学校開校記念保護樹木に指定される（1974年3月30日指定）。
- 下川鳴る石 - 下川町指定天然記念物第2号（1982年指定）。中新世の火山噴出物で、振ると球体の空洞内に晶出する石英がサラサラと鳴る。

### 名所
- ミニ万里の長城
- 七尺ニレ - 森の巨人たち百選選定。2006年（平成18年）10月8日の低気圧被害で倒壊した。

### 祭事
- 万里長城祭（5月）
- うどん祭り（8月）
- アイスキャンドルミュージアム（2月）

### 催事
- 万里長城クロスカントリー大会（5月） - 1989年（平成元年）より開催
- 全道ノルディックスキー競技大会（12月）- 1985年（昭和60年）より開催

### 温泉
- 五味温泉

## ゆかりのある人物
- 谷一之（政治家、元下川町長）
- 大平啓朗（カメラマン）
- 安念山治（大相撲力士）
- 凌駕精考（大相撲力士）
- 伊藤謙司郎（スキージャンプ選手）
- 伊東大貴（スキージャンプ選手）- 町民栄誉賞受賞
- 伊藤有希（スキージャンプ選手）- 町民栄誉賞受賞
- 岡部孝信（スキージャンプ選手）- 町民栄誉賞受賞
- 葛西紀明（スキージャンプ選手）- 特別町民栄誉賞受賞
- 嶋宏大（スキージャンプ選手）
- はた万次郎（漫画家）
- 依本悟（アナウンサー）
- 金子智也（アーティスト）